# Márton Eppel
Márton Eppel (ur. 20 listopada 1991 w Budapeszcie) – węgierski piłkarz występujący na pozycji napastnika w Nyíregyháza Spartacus FC .

## Kariera klubowa
Karierę piłkarską Eppel rozpoczynał w juniorach takich klubów jak: Magyar AC (2002-2003) i MTK Budapest FC (2003-2008). W 2008 roku awansował do pierwszego zespołu i 26 kwietnia 2009 zadebiutował w jego barwach w pierwszej lidze węgierskiej w zremisowanym 0:0 wyjazdowym meczu z Nyíregyháza Spartacus FC. Zawodnikiem MTK był do końca sezonu 2010/2011. Latem 2011 Eppel przeszedł do holenderskiego NEC Nijmegen. Swój debiut w NEC zaliczył 22 października 2011 w przegranym 0:1 wyjazdowym spotkaniu z ADO Den Haag. Był to zarazem jego jedyny ligowy mecz rozegrany w zespole NEC.
Na początku 2012 roku Eppel został piłkarzem Paksi FC. Zadebiutował w nim 14 kwietnia 2012 w zremisowanym 0:0 domowym meczu z Debreceni VSC. Zawodnikiem Paksi był do końca 2014 roku. Wiosną 2014 był z niego wypożyczony do MTK Budapest FC. Na początku 2015 roku Eppel przeszedł do Dunaújváros PASE. Swój debiut w nim zanotował 1 marca 2015 w przegranym 0:1 domowym spotkaniu z Ferencvárosi TC. Na koniec sezonu 2014/2015 spadł z nim do drugiej ligi. Zawodnikiem Dunaújváros był do końca 2015.
W styczniu 2016 Eppel został zawodnikiem Budapest Honvéd FC. Swój debiut w nim zaliczył 13 lutego 2016 w przegranym 0:1 domowym meczu z Szombathelyi Haladás. W sezonie 2016/2017 wywalczył z nim tytuł mistrza Węgier oraz z 16 golami został królem strzelców ligi.
Latem 2018 Eppel przeszedł do kazachskiego Kajratu Ałmaty. Zadebiutował w nim 6 lipca 2018 w zwycięskim 4:0 domowym meczu z Irtyszem Pawłodar. W sezonach 2018 i 2019 wywalczył z Kajratem dwa wicemistrzostwa Kazachstanu. W styczniu 2020 Eppel trafił do belgijskiego Cercle Brugge. Swój debiut w Cercle zaliczył 19 stycznia 2020 w przegranym 1:2 domowym spotkaniu z Royalem Antwerp FC. W Cercle grał przez pół roku. Latem 2020 Eppel wrócił do Budapest Honvéd FC, a w styczniu 2022 przeszedł do Diósgyőri VTK.
Statystyki kariery
| Sezon   | Klub               | Kraj       | Rozgrywki       | Mecze | Gole |
| ------- | ------------------ | ---------- | --------------- | ----- | ---- |
| 2008/09 | MTK Budapest FC    | Węgry      | NB I            | 6     | 0    |
| 2008/09 | MTK Budapest FC II | Węgry      | NB II           | 16    | 5    |
| 2009/10 | MTK Budapest FC II | Węgry      | NB II           | 2     | 0    |
| 2010/11 | MTK Budapest FC    | Węgry      | NB I            | 11    | 5    |
| 2010/11 | MTK Budapest FC II | Węgry      | NB II           | 11    | 5    |
| 2011/12 | NEC Nijmegen       | Holandia   | Eredivisie      | 1     | 0    |
| 2011/12 | Paksi FC           | Węgry      | NB I            | 3     | 0    |
| 2011/12 | Paksi FC           | Węgry      | NB II           | 10    | 0    |
| 2012/13 | Paksi FC           | Węgry      | NB I            | 23    | 4    |
| 2013/14 | Paksi FC           | Węgry      | NB I            | 3     | 0    |
| 2013/14 | MTK Budapest FC    | Węgry      | NB I            | 22    | 1    |
| 2014/15 | Dunaújváros PASE   | Węgry      | NB I            | 11    | 3    |
| 2015/16 | Dunaújváros PASE   | Węgry      | NB I            | 14    | 3    |
| 2015/16 | Budapest Honvéd FC | Węgry      | NB I            | 11    | 5    |
| 2016/17 | Budapest Honvéd FC | Węgry      | NB I            | 27    | 16   |
| 2017/18 | Budapest Honvéd FC | Węgry      | NB I            | 32    | 14   |
| 2018    | Kajrat Ałmaty      | Kazachstan | Priemjer Ligasy | 13    | 3    |
| 2019    | Kajrat Ałmaty      | Kazachstan | Priemjer Ligasy | 28    | 16   |
| 2019/20 | Cercle Brugge      | Belgia     | Eerste klasse A | 8     | 1    |
| 2020/21 | Budapest Honvéd FC | Węgry      | NB I            | 12    | 1    |
| 2021/22 | Budapest Honvéd FC | Węgry      | NB I            | 12    | 0    |
| 2022/23 | Warta Poznań       | Polska     | Ekstraklasa     | 5     | 2    |

## Kariera reprezentacyjna
Eppel grał w młodzieżowej reprezentacji Węgier U-21. W reprezentacji Węgier zadebiutował 5 czerwca 2017 w przegranym 0:3 towarzyskim meczu z Rosją, rozegranym w Budapeszcie. W swojej karierze grał w eliminacjach do MŚ 2018 i Lidze Narodów 2018/2019.

## Sukcesy

### Zespołowe
Budapest Honvéd FC
- mistrzostwo Węgier: 2016/17

### Indywidualne
- król strzelców Nemzeti Bajnokság I: 2016/17 (16 goli)